# آب‌انبار دهنمک
آب‌انبار دهنمک مربوط به دوره قاجار است و در شهرستان گرمسار، بخش آرادان، روستای دهنمک واقع شده و این اثر در تاریخ ۲۵ خرداد ۱۳۸۱ با شمارهٔ ثبت ۵۸۱۳ به‌عنوان یکی از آثار ملی ایران به ثبت رسیده‌است.